# Giovanni Bramucci
Giovanni Bramucci (nascido em 15 de novembro de 1946) é um ex-ciclista italiano que participava em competições de ciclismo de estrada.
É medalhista de bronze dos 100 km contrarrelógio por equipes, conquistada durante os Jogos Olímpicos da Cidade do México 1968.